# North End (Boston)
North End es un barrio histórico de la ciudad de Boston, Massachusetts, Estados Unidos. Constituye el barrio más antiguo de la ciudad, habiendo sido poblado por colonos europeos desde mediados del siglo XVII. En él se encuentran varios lugares de interés turístico como la Old North Church. Dispone de un importante patrimonio histórico y cultural, siendo habitado por distintas comunidades.

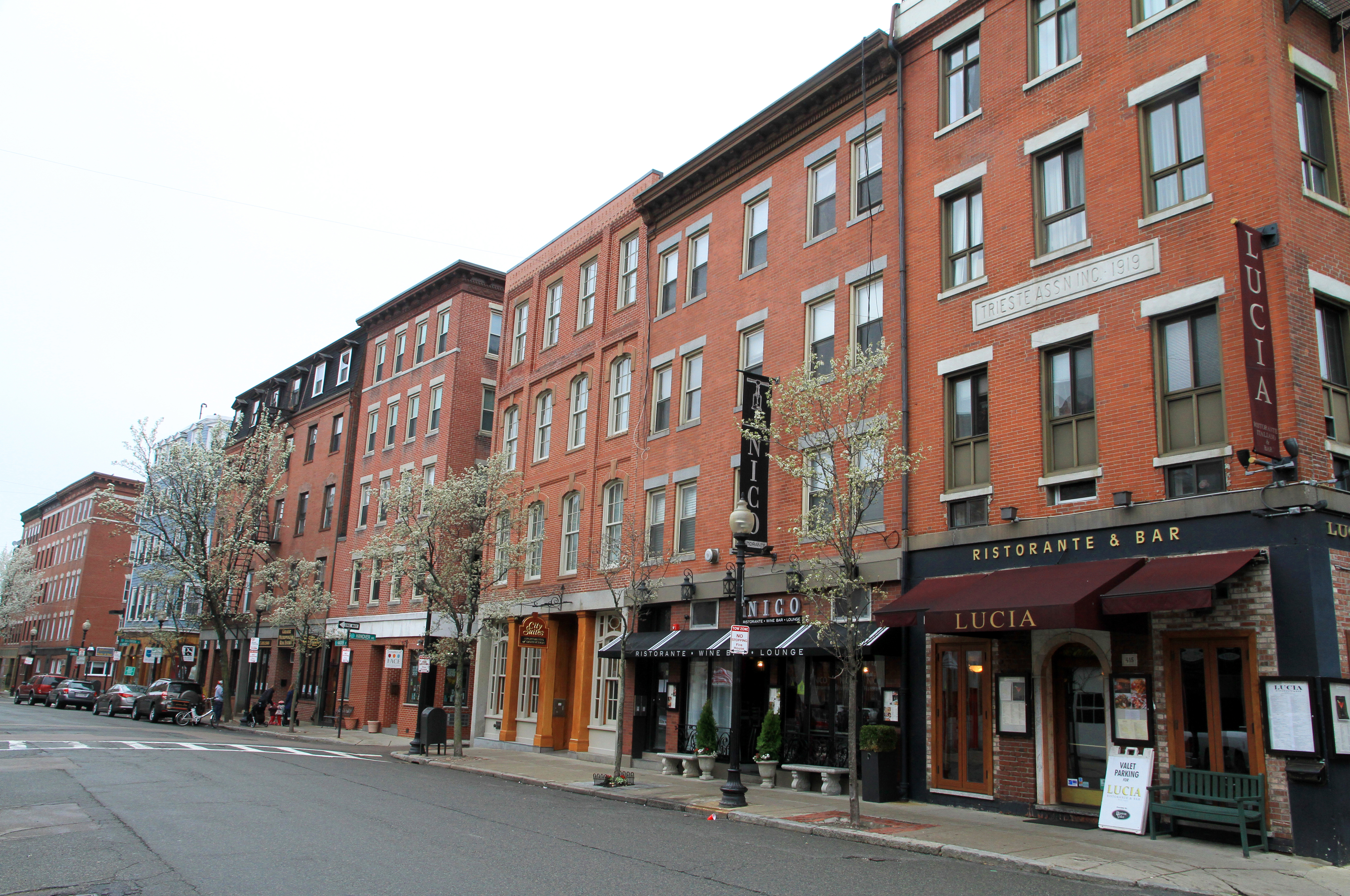
North End

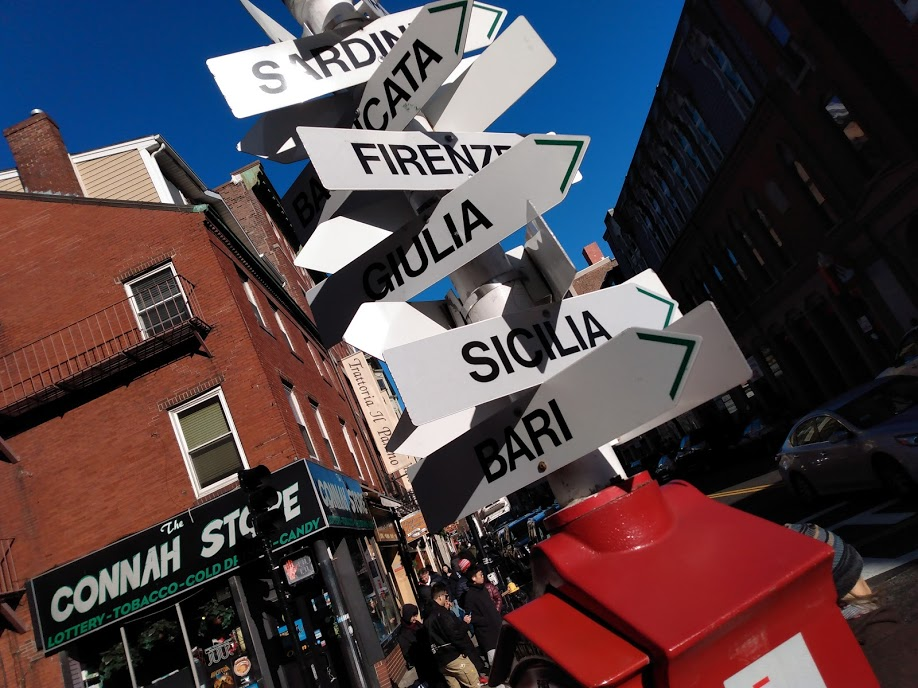
North End